# Alfred Barton Rendle
Alfred Barton Rendle  (Lewisham, Londres, 19 de janeiro de 1865 — Leatherhead, 11 de janeiro de 1938) foi um botânico  que se notabilizou como o editor de botânica da edição de 1911 da Encyclopædia Britannica.

## notas
1. ↑  Prain, D. (1939). «Alfred Barton Rendle. 1865-1938». Obituary Notices of Fellows of the Royal Society. 2 (7): 510–526. doi:10.1098/rsbm.1939.0011
2. ↑  «The Oxford Dictionary of National Biography». 2004. doi:10.1093/ref:odnb/35727